# Erich Kaiser (Geologe)
Friedrich Wilhelm Erich Kaiser (* 31. Dezember 1871 in Essen; † 6. Januar 1934 in München) war ein deutscher Geologe und Hochschullehrer an der Ludwig-Maximilians-Universität München (LMU). Er ist für die Erforschung der Geologie von Namibia bekannt.

## Leben
Kaiser war der Sohn eines Oberlehrers in Essen und studierte ab 1890 Naturwissenschaften und Mathematik an den Universitäten Marburg, München und Bonn, wo er 1897 in Physik promoviert wurde (Versuche über das Zusammenfließen zweier Flüssigkeitsmassen). Ab 1894 war er Assistent am Mineralogischen Institut in Bonn, an dem er 1897 Privatdozent wurde. 1900 bis 1904 war er Bezirksgeologe bei der Preußischen Geologischen Landesanstalt, in der er neben Kartierungsarbeit im Rheinland unter anderem über Mineralquellen im Rheinischen Schiefergebirge (Bad Neuenahr) arbeitete, über Verwitterung von Baumaterialien (unter anderem am Kölner Dom) und über Vulkanite.
Im Jahr 1904 wurde Kaiser ordentlicher Professor für Mineralogie und Geologie an der Universität Gießen. In dieser Zeit kam er auch in Kontakt mit dem Geologen Heinrich Lotz, der an der Niederschlagung des Herero-Aufstands beteiligt war und in dieser Zeit geologische Untersuchungen und Aufsammlungen in Deutsch-Südwestafrika (Namibia) durchführte, die Kaiser in Gießen bearbeitete. Als die Deutsche Diamantgesellschaft unter Lotz in Südwestafrika aktiv wurde, sandte Kaiser zwei seiner Assistenten (Ernst Reuning, Werner Beetz) dahin, und 1914 bis 1919 ging er selbst nach Südwestafrika, um die Diamantvorkommen an der Küste und Wüstenphänomene zu untersuchen. Ursprünglich teilweise als Urlaubsreise für fünf Monate geplant, wurden daraus durch Ausbruch des Ersten Weltkriegs fünf Jahre. Trotz des Kriegsverlaufs konnte er dort ungehindert arbeiten, da ihm die Südafrikaner nach der Kapitulation der Schutztruppe im Juli 1915 relativ viel Bewegungsraum (unterstützt wurde er durch seinen Assistenten Beetz) und auch die Diamantgesellschaft weiter arbeiten ließen. Dieser Bergbaubetrieb wurde noch vor dem Versailler Vertrag unabhängig davon an eine südafrikanische Gesellschaft verkauft. Zuvor war er als Oberleutnant der Landwehr zur Schutztruppe eingezogen worden, aber in dieser auf einen einsamen Außenposten (Kanus) abgeschoben worden.
1919 war er wieder in Gießen. 1920 wurde er ordentlicher Professor an der LMU München und erster Inhaber des Lehrstuhls für Allgemeine und Angewandte Geologie. Seine Forschungsergebnisse in Südafrika konnte er dank der Unterstützung der gut mit Devisen ausgestatteten Diamantgesellschaft veröffentlichen. 1926 reiste er mit Unterstützung der Diamantgesellschaft nochmals in das Südliche Afrika, um Verwitterungserscheinungen am Ostrand der Kalahari-Region und die neu entdeckten Manganerzlager um Postmasburg zu untersuchen. In München forschte er daneben besonders auf dem Gebiet der Sedimentpetrographie und im mesozoischen Sedimentbecken am Nordwestrand der Böhmischen Masse. Durch sein Organisationstalent und seine Beziehungen konnte er dem neu gegründeten Geologischen Institut, das mit ihm als Gast im Paläontologischen Institut von August Rothpletz begann, ein eigenes Institutsgebäude (im Wilhelminum) sichern und ausreichende Mittel vermitteln. Ab 1930 war er zunehmend durch schwere Krankheiten gezeichnet.
Er war Geheimrat und wurde 1929 Ehrendoktor der Universität Kapstadt. Im selben Jahr besuchte er den Internationalen Geologenkongress in Pretoria. 1931 wurde er zum korrespondierenden Mitglied der Göttinger Akademie der Wissenschaften gewählt.
Ab 1914 war er Redakteur der Zeitschrift für Kristallographie und ab 1922 in der Redaktion des Neuen Jahrbuchs für Mineralogie, Geologie und Paläontologie. Er war stellvertretender Vorsitzender der Geologischen Vereinigung.

## Schriften
- Geologische Darstellung des Nordabfalles des Siebengebirges. In: Verhandlungen des naturhistorischen Vereins der preussischen Rheinlande, Westfalens und des Reg.-Bezirks Osnabrück, 54, Bonn 1897, S. 78–204 (Digitalisat).
- mit Werner Beetz: Die Diamantenwüste Südwest-Afrikas, zugleich Erläuterung zu einer Geologischen Spezialkarte der südlichen Diamantfelder 1: 25.000, Berlin: Verlag D. Reimer 1926.
- Bericht über geologische Studien während des Krieges in Südwestafrika (= Abhandlungen der Gießener Hochschulgesellschaft 2), Gießen 1920.